# Терлинден, Люк
Люк Терлинден (фр. Luc Terlinden; род. 17 октября 1968, Эттербек, Брюссельский столичный регион, Бельгия) — бельгийский прелат. Архиепископ Мехелена-Брюсселя и примас Бельгии с 22 июня 2023. Военный ординарий Бельгии с 28 июня 2023.